# 日本航空機製造
日本航空機製造株式会社（にほんこうくうきせいぞう、英語名：Nihon Aircraft Manufacturing Corporation）は、1959年（昭和34年）に設立され、1982年（昭和57年）に解散した、日本の航空機メーカーである。略称は日航製または英語名称の略であるNAMC。戦後初の国産旅客機YS-11を製造した。

## 歴史

### 戦後の航空産業
かつて航空機大国だった日本は、1945年（昭和20年）に太平洋戦争に敗北すると、GHQ/SCAPによって航空機の研究・設計・製造を全面禁止された。戦前の航空機資料は全て没収され、機体は一部がアメリカ軍をはじめとする連合軍に接収されたほかは、すべて破壊された。GHQは、日本の重工業をすべて再起不能にした後、農業小国にしてアメリカに経済依存させ続けようという方針であったが、1950年（昭和25年）に朝鮮戦争が勃発し、三菱重工業（当時は「新三菱重工」）など旧航空機メーカーに、戦闘機など軍用航空機の点検・修理の依頼が入るようになっていた。
1952年（昭和27年）に日本国との平和条約（サンフランシスコ講和条約）で日本が再独立すると、日本企業による飛行機の運航や製造の禁止も解除されることになり、同年の7月に航空法が施行された。
民間航空会社はその前年の1951年（昭和26年）に日本航空がGHQの意向で発足しており、翌年の1952年（昭和27年）には全日本空輸の前身である日本ヘリコプター輸送、極東航空が発足し、その翌年の1953年（昭和28年）までには東亜国内航空（現・日本航空）の前身となる日東航空、富士航空、北日本航空、東亜航空が発足していた。
1955年（昭和30年）4月に川崎航空機（現・川崎重工業）と新三菱重工業（現・三菱重工業）に保安隊（後の自衛隊）向けの機体（ロッキードT-33Aジェット練習機、ノースアメリカンF-86F）の国内ライセンス生産が決定し、航空機産業復興の兆しが見え始めた。
戦後の日本の航空路線は、ダグラス DC-3やDC-4、コンベア440などのアメリカ合衆国製やデ・ハビランド DH.114 ヘロンなどイギリス製の航空機が占めており、戦前の航空機開発・製造で実績のあった日本で自国製の航空機を再び飛ばしたいというのは、多くの航空関係者の望むところであった。

### 国産機の開発

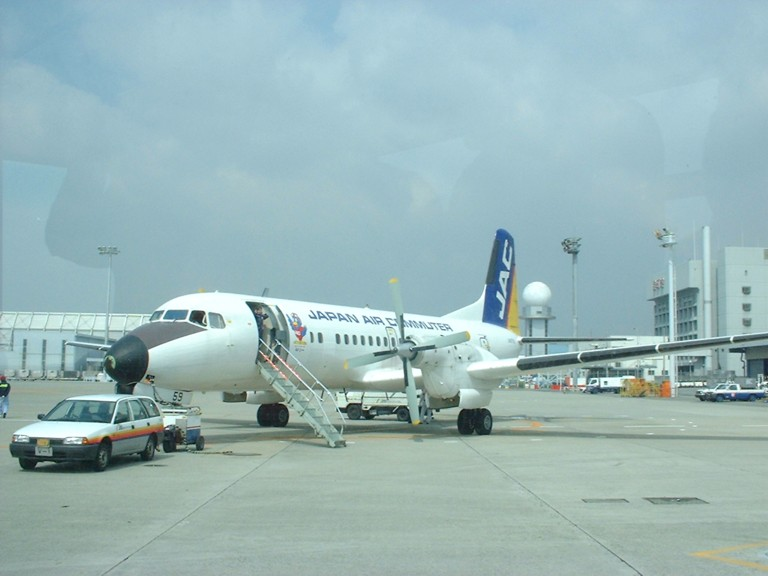
YS-11

1956年（昭和31年）、戦前からこのころまで使用されてきた旅客・貨物輸送機であるダグラスDC-3を原型とする旧海軍零式輸送機が老朽化していたため、日本の通商産業省（当時。現・経済産業省）は5月30日に「中型輸送機の国産化計画構想」を発表した。これは「輸送機国産5カ年計画」となり、航空業界はにわかに活気付いた。しかし、禁止11年の歳月により、他国との航空機設計・製造の技術力格差は拡がっていた。各方面から実現が疑われ、賛同が得られない中、通産省の航空機武器課長である赤澤璋一は「日本の空を日本の翼で」というキャッチコピーを手に説得を続けた。
当時は運輸省でも民間輸送機の国内開発の助成案があり、通産省の国産機開発構想と行政の綱引きの対象となって権限争いが行われていた。閣議了承により、運輸省は耐空・型式証明までの管轄、通産省は製造証明と生産行政の管轄の二重行政で決着した。
国内線用旅客機の本格研究は新明和工業（旧・川西航空機）で始まっていた。1956年（昭和31年）に運輸省が発表した「国内用中型機の安全性の確保に関する研究」の委託を受けて基礎研究を行っていた。この研究で後の設計に参加する新明和の菊原静男、徳田晃一の両名によって行われた。この研究はDC-3の後継機種の仕様項目を研究するもので、レシプロエンジン双発の第一案（36席）、第二案（32席）、ターボプロップエンジン双発の第三案（52席）、第四案（53席）の設計案が提案され、中から最適とされた第三案がその後のYS-11の叩き台となった。他社がアメリカから航空機製造ライセンスを獲得する中、新明和は対潜哨戒機P2V-7の生産ライセンスを獲得できず、航空技術断絶の危機にさらされていた。
通産省はこれを叩き台として、1957年度（昭和32年度）予算に8000万円を要求した。だが、政府与党（自民党）や大蔵省（当時。現・財務省）の反応は鈍かった。通産省の5カ年計画を4年に短縮し、第1次から第3次折衝まで昭和32年度予算として計上されなかった。通産省や航空業界に失望感が広がる中、翌1957年（昭和32年）1月20日、水田三喜男通商産業大臣と池田勇人大蔵大臣の直接交渉によってにようやく予算を獲得し、開発にこぎつけることができた。それでも当初の獲得予算は3500万円であった。
当初、開発期間は5年であったが、運輸省から国内の旅客機の残余寿命が3～4年の機体が多いので代替時期を勘案すれば5年では長過ぎるとの主張から4年に短縮された経緯である。4カ年計画では、1957年度（昭和32年度）から1958年度（昭和33年度）に風洞実験など各種試験、1959年（昭和34年度）から強度試験用0号機を試作、1960年度（昭和35年度）にかけて試作1号機・2号機を製作することとしており、3機製作にかかる総額は29億5000万円が予想された。

### 輸送機設計研究協会（輸研）の設立
1957年（昭和32年）4月に通産省と航空工業会の臨時役員会により、輸送機の基本構想をするための財団法人輸送機設計研究協会（輸研）を東京大学内に設立することが決定、5月に発足した。
輸研に参加したメーカーは新三菱重工業、川崎航空機、富士重工業（現・SUBARU）、新明和工業、日本飛行機、昭和飛行機の機体メーカーと住友金属、島津製作所、日本電気、東京芝浦電気（現・東芝）、三菱電機、東京航空計器の部品メーカーであった。新型航空機の開発の大型プロジェクトを特定の企業一社に独占的に任せることは他社の反発を招くことを懸念したためである。
理事長に新三菱重工副社長・荘田泰蔵が選任された他、専任理事に木村秀政（日本大学教授：航研機設計）、設計陣に堀越二郎（新三菱技術部次長：零戦、雷電、烈風設計）、太田稔（富士重工社長室付：隼設計）、菊原静男（新明和：二式大艇、紫電改（及び紫電）設計）、土井武夫（川崎航空機：飛燕、五式戦闘機設計）のいわゆる「五人のサムライ」を迎え、輸送機の設計を開始、名称をYS-11とした。
輸研は翌年の1958年（昭和33年）12月11日に、横浜市の日本飛行機杉田工場でモックアップ（実物大模型）を発表した。国民の理解を求めるためというのが表向きの理由だったが、政治家や役人が予算を引き出しやすくするためのデモンストレーションであった。そのため、技術的な検討を目的とするものではなかったので、客室の艤装に力を入れ、航法士席や二つの化粧室を設け、横列5席の構成とし、内装は当時の有力デザイナーの渡辺力に依頼して、西陣織の座席が設置された。この座席は当時の価格で一席50万円以上したといわれている。内装など見栄えは良いが、細部は矛盾だらけという、技術者が見れば笑ってしまう代物であった。また、製作予算が不足したため、スタッフが隠れてライトのスイッチを操作し、点滅させていた。

### 日本航空機製造株式会社の設立
1959年（昭和34年）6月1日、設立立法により特殊法人・日本航空機製造株式会社が創設され、輸研は解散した（前年に公布された「航空機工業振興法」に基づき「日本航空機製造」が設立された）。初代社長には輸研理事長の荘田、技術部長に新三菱の東條輝雄が就任した。資本金を5億円とし、政府が3億円、民間からの出資は2億円であった。民間分の出資は輸研に参加した機体メーカー6社と材料・部品メーカーに加えて、新たに商社、金融機関が出資した。本格的に輸送機の開発作業が始まり、初年度予算は3億円、うち6000万円が補助金として拠出された。
日航製造は輸研の残留スタッフの30名と出資各社からの出向者に役員13名の総勢125名で発足した。「五人のサムライ」は実機製作には携わらないと宣言したため、1960年（昭和35年）からの実機製作は三菱から技術部長として出向してきた東條輝雄に任せられた。東條は父親で陸軍大臣や首相を歴任した東條英機の勧めで軍人ではなく技術者を目指し、かつて堀越の元で「零戦」の設計にも携わっていた。
設計部は、①庶務及び設計管理、②全体計画（空力、性能、基礎研究）、③胴体構造、客席艤装、胴体強度、④主翼、エンジンナセル、エンジン艤装、燃料装置、⑤尾翼、脚、油圧、⑥電気、無線、計器、与圧、防水、客室艤装の各6班に分かれて分担した。
日本航空機製造は設計開発、生産管理、品質管理、販売、プロダクトサポートを行い、生産は機体メーカー各社が分担し、最終組立は三菱重工業が行うことになった。

### YS-11の開発
機体は中型とし、レイアウトに余裕が持てるように真円部分を長く設計した。当初の設計案では太胴（外径3.3m）であったが、設計重量超過が判明したことから、モックアップと違った細胴（外径2.88m）に再設計された。太胴ではSTOL性を確保できず、日本の地方空港に就航できないためであった。このため、当初案の横列5人掛けから4人掛けに変更となった。
主翼は、整備性の良さや着水時に機体が浮いている時間が長くなる事を考え、胴体の下に翼がつく低翼になった。また、地方空港を結ぶことを目的としたため、1200m級の滑走路で離着陸が可能な性能をもたせることとした。製造は新三菱重工（現三菱重工業）、川崎航空機（現川崎重工業）、富士重工業、新明和工業、日本飛行機、昭和飛行機工業、住友精密工業の7社が分担し、最終組み立てを三菱の小牧工場が担当した。
各社の分担内容は以下のとおりである。
- 三菱（分担率: 54.2%） - 前部胴体、中部胴体、
- 川崎 (25.3%) - 主翼、エンジンナセル（エンジンの覆い）
- 富士 (10.3%) - 胴体先頭、圧力隔壁、垂直尾翼、水平尾翼
- 日飛 (4.9%) - 床板、補助翼、フラップ
- 新明和 (4.7%) - 後部胴体、翼端、ドーサルフィン（垂直尾翼前方の安定翼）
- 昭和 (0.5%) - 操縦席、主翼前縁
- 住友 (0.1%) - 降着装置

併せて治工具の開発も行われた。戦前の軍用機の生産技術は、輸出を前提として米国のFAA（連邦航空局）の型式証明の取得を目指したため、民間機の生産技術にはほとんど役立たなかったといわれる。
エンジンは耐空証明の取得に困難が予想されたため自国での開発を諦めた。方式としては、当時主流になりつつあったターボプロップエンジンを使用し、イギリスのロールス・ロイス製ダート 10を採用、プロペラはダウティ・ロートル製の4翅、主脚、前脚はグッドイヤー社製であった。当時の日本に手が出せなかった（試作はしたが実用性は低かった）電子機器も、納入する航空会社が実績があり、アフターサービスが充実しているメーカーの製品を強く指向したため、気象レーダー、無線機は米国のコリンズ社やベンディックス社の製品であり、ほぼ全て海外製品を輸入することとなった（実績のない国産品を採用したのは運輸省に納入された機体のみであった）。当時、国内での調達が困難だった大型のジュラルミン部材はアメリカのアルコア社から購入した。アルコア社のアルミ合金材は米軍規格の金属材料であり、日本のJIS規格よりも品質が高く、日本の金属メーカーが採用に向けて意欲を示したものの、YS-11に使用する量のみの生産では量産効果が出せず、価格で対抗できなかったため、アルコア社の金属材料が採用された経緯がある。

### 試作機
1962年（昭和37年）7月11日にYS-11初号機がロールアウト、8月14日にエンジン初点火、8月30日に初飛行に成功した。だがこの機体は操縦上の癖が問題となり、アメリカ航空局の審査に受かることができなかった。10月1日に全日本空輸との間で20機の予備契約が調印され、量産を開始した。しかし、問題解決に時間がかかったために全日空など航空会社への納入が遅れ出し、マスコミからは「飛べない飛行機」などと散々にこき下ろされる有様だった。
全日空は試作段階での三舵問題等の諸問題の発生から、正式な購入契約が交わされたのは2年後の1964年（昭和39年）であった。全日空では第一次受領分は3機とし、開発の遅れや日航製造の改善要求の対応のまずさから不信感を増し、生産ラインが安定する10機目以降とするとの要求に加えて、一定の運行実績を積むまでは契約価格の一割の支払いを留保する条件とした。日本国内航空や東亜航空も全日空と同様に、初期の導入機体は一定の運行実績を積むまでは契約価格の一割の支払いを留保するとの条件を出していた。また、日本航空も初期の開発段階の1963年（昭和38年）に5機の仮発注を行っていたが、国際線主体の日本航空では自社路線の適性となる路線が少ないことから本契約に至ることはなかった。国家プロジェクトにナショナル・フラッグ・キャリアとして協力する姿勢を表明するアドバルーン的意味合いが強かったといわれている。
1964年（昭和39年）8月に運輸省の型式証明を獲得、国内の航空会社へ納入を開始し、翌1965年（昭和40年）に運用を開始した。しかし、輸出をする上でどうしてもFAAの証明を得る必要があり、同年9月にようやく取得することができた。これによってYS-11輸出の準備が完了した。ただし、開発によって資本金は底をつき、民間からの借入金で生産を行っていた。1967年（昭和42年）には政府が12億円、民間が11億円の計23億円が増資され、資本金は78億円となった。

### 就航
民間航空会社に最初に納入されたのは1965年（昭和40年）4月10日に東亜航空に引き渡された量産型2号機JA8639（S/N2004）であったが、納入した国内の航空会社で最初の定期路線で就航させたのは日本国内航空である。運輸省の量産一号機の翌々日の4月1日に、東京-徳島-高知線で定期航空路線の運用を開始した。最初に定期運航を行った日本国内航空は量産期の発注を行っていたものの、納入が路線開設に間に合わず、試作2号機を1965年（昭和40年）の3月11日に日航製造からリースして間に合わせたものである。この試作2号機は全日空が聖火の輸送で使用したものであり、日本国内航空では自社塗装に塗り直し、「聖火号」（初代）と命名して就航させた。因みに日本国内航空が最初に受領したのは量産型4号機（S/N2006）JA8640で、1965年（昭和40年）5月15日に納入され、「真珠号」と命名されている。同年12月8日に量産型14号機（S/N2006）JA8651を受領し、「聖火号」（二代目）と命名し、初代「聖火号」を日航製造に返却した。
その後、YS-11の定期運航は日本国内航空に続き、1965年（昭和40年）5月10日に東亜航空が広島-大阪線、大阪-米子線、1965年（昭和40年）7月29日に全日空が受領し同年9月20日に大阪-高知線で就航し、1968年（昭和43年）5月31日に南西航空がリース契約で受領し、同年6月8日に那覇-宮古線に就航した。リース契約となったのは本土復帰前の沖縄では航空機登録制度が未整備で、南西航空への売却であっても表面上はリース契約とせざるを得なかったからである。南西航空は本土返還後に購入した。遅れて、1969年（昭和44年）4月1日に日本航空が日本国内航空よりウエットリースで福岡-釜山間で初の国際線の就航を始めて、当時の主要国内航空会社がYS-11の定期旅客運航を行ったことになった。日本航空では同路線をボーイング727で就航を計画していたが、同じ路線を運航する大韓航空の機材がYS-11であったことから、機体差が出ることを嫌う韓国政府の意向から日本航空も同じYS-11の機材とせざるをえなかったことで、日本国内航空から調達したものであった。
全日空が導入したYS-11には機首に「オリンピア」の愛称がマーキングされたが、機体や全日空の時刻表には「YS-11」の型式名や機種名は記されていない。表面上は聖火輸送の実績に由来した名称と説明されていたが、当時の日航製造の開発が遅れていたことや日航製造の経営資金の枯渇から経営不安説も流れ、倒産した場合、倒産した会社の飛行機の名称をそのまま使う事態を避ける思惑が全日空にあったと言われている。
米国で最有力顧客となったピードモント航空でも当時は日本製品の信頼性が高くなく、乗客のイメージを配慮して、広告宣伝や時刻表には「ロールスロイス・プロップジェット」と表記して日本製やYS-11の表示は行わなかった。
YS-11は、製作過程から軍用機の延長線上であるため、旅客機の世界標準に到達しているとは言いがたく、日本の航空産業（エアライン）が改修に改修を重ねて使える機体にしていったといわれる。次第に頑丈な機体であることが認知されるに連れて発注が増加した。

### 輸出
YS-11の最初の輸出は1965年（昭和40年）10月にフィリピンのフィリビナス・オリエント航空であった。戦後賠償の一環として2012号機が引き渡された。同社はその後最大4機のYS-11を保有した。無名で実績のない日航製造が海外で販売するには実機を見せるほかに宣伝の手段はなく、YS-11は積極的に海外へ飛行し、デモンストレーションを行った。まず、1966年（昭和41年）9月15日から10月13日にかけて北米へ渡航、アメリカ合衆国のサンフランシスコ・デンバー・セントルイス・ワシントンD.C.・マイアミを飛び、近距離路線を運航する中堅航空会社であるピードモント航空やハワイアン航空からまとまった数の受注を得ることができた。
しかし、ハワイアン航空からリース契約で3機の輸出を行ったものの、搭乗口の低さ、騒音、振動、キャビンのデザインが不評で僅か一年で全機が返却されてしまった。
1967年（昭和42年）は1月25日から3月15日にかけて南アメリカのペルー・アルゼンチン・チリ・ブラジルをデモ、10月11日と12日にベネズエラ、12月2日から12日にカナダ、1968年（昭和43年）8月27日から10月28日にかけてはイギリス・西ドイツ・スウェーデン・イタリア・ユーゴスラビア・ギリシャ・サウジアラビア・パキスタン・ネパール・ビルマ・タイ・マレーシアを精力的に回ったが、アジアの多くの途上国では購入予算が無いため受注をほとんど得ることはできなかったが、その後ブラジルやアルゼンチン、ペルーでまとまった数の受注を獲得した。この1968年（昭和43年）のデモフライトではイギリスのファーンボロ・エアショーにも出展した。この出展でギリシャのオリンピック航空との商談が成立した。オリンピック航空では短期リースの2機を含め、最盛期には10機のYS-11を保有した。
当時はファーンボロ・エアショーの出展に際し、欧州の航空機メーカーの出展に限定されていたが、YS-11はロールスロイス社製のエンジンを搭載していることから、英国製に類するとして特別に出展が認められてデモフライトを実施することができた。
1969年（昭和44年）にも2月27日から3月1日にメキシコ、12月3日から1970年（昭和45年）2月14日にかけてモロッコ・セネガル・カメルーン・ガボン・ザイール・中央アフリカ・ザンビアを飛行、同時に1月18日から22日にシンガポール、6月20日から7月9日にかけてエジプト・ケニア・スーダン・南アフリカ、7月28日から8月3日に南ベトナムのサイゴン（ベトナム戦争中）へ飛行し、いくつかの受注を獲得することができた。
数多くの受注を獲得したことで、1967年（昭和42年）末の生産ライン（三菱小牧工場）は月産1.5機から2機に増加した。1968年（昭和43年）末には受注総計が100機を超え、この年だけで50機以上を契約し、月産3.5機の生産に増加した。1969年（昭和44年）には世界7カ国15社に納入されたが、順番待ちで受注から納入まで1年かかるほどであった。また半貨物型、全貨物型など派生型を増やした。

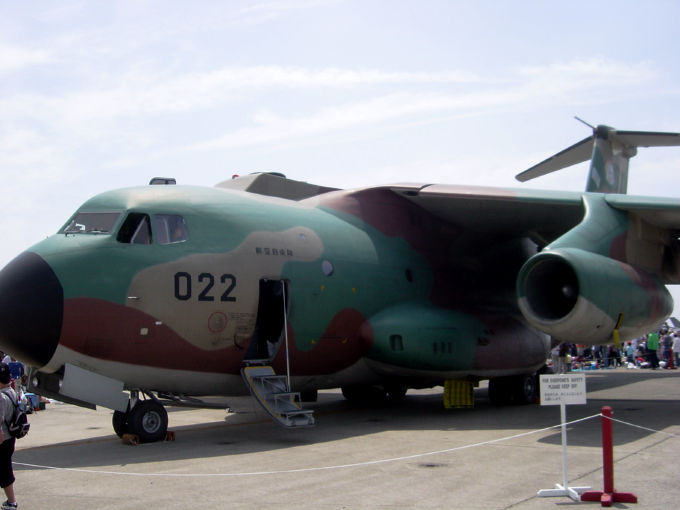
C-1輸送機、岩国基地

YS-11に続いて、自衛隊で使用する中型戦術輸送機C-Xを製造することが決定し、1966年（昭和41年）から日航製造が当初の設計、製造を任された。しかし、日航製造は設立立法によって民間機の製造に限定されていたことで、軍用機であるC-Xの製造は違法であると野党より指摘されたことで、日航製造は製造をあきらめ、川崎や富士など5社が分担して、最終組み立ては川崎重工が行い、川崎C-1として完成した。

### 経営悪化から解散まで
日航製造は最大株主が日本政府であり、通産省主導の国策半官企業の特殊法人であったため、職員に公務員気質がはびこり始め、首脳も官庁から派遣されてきた人材（いわば天下り）が増加し、企業経営はうまくいかなかった。
YS-11の販売も、次第に営業方法の悪さが顕わになり、販売網は全く構築できなかった。特に海外においては、歴史も実績も無い初の日本製旅客機であることから信頼性の問題から有力航空会社で相手にされなかったことや、金融の面でも競合機各社が長期繰り延べ低金利払を行っていたことで対抗せざるを得なくなったこと、原価に営業費用を計上していなかったことで製造原価を割った価格で販売を続けたことで、慢性的な赤字状態となっていた。原価に、宣伝費などの販売、営業関連費を初期コストの中に換算していなかったことは、国産輸送機の設計・製造のための予算獲得が第一義であったことで、利益を度外視した原価管理であったからである。量産効果によって期待される価格の低減も、製造部門を持たない日航製造ではコスト管理もままならず、生産を請け負った機体メーカ各社もインフレーションによる人件費高騰や部品価格高騰により製造コストが上昇し、納入価格の引き下げには応じられなかった。しかし、競合機との対抗上、値段を下げなければ売れないという悪循環が生まれていた。
経営の悪化する日航製造はこのような構成各社からの費用請求も重荷となり、赤字が累積する中で、原価を割った価格で販売を続けた。そのため、売れば売るほど赤字が増加する構造となっていた。大蔵省は、経営を回復しない限り追加出資の予算は出せないとして、継続出資を訴える通産省と全面対決となっていた。
国会でもこの赤字が論議されることになった。これは海外での営業活動の赤字が当時予期せぬ変動相場制の移行で為替差損が発生した以外にも、米国での営業活動に日航製造の問題が起因していることを会計検査院で指摘されたことが原因である。米国国内の販売代理店を希望したノースカロライナ州に本社がある中古機、部品販売を行うシャーロット・エアクラフト社と北米・中南米・スペイン地区の独占代理店契約を結んだが、同社は実質的な営業活動を行わず、三井物産と日航製造の営業活動でピードモント航空に売却契約が締結されると、シャーロット・エアクラフト社は地区独占代理店契約を盾に多額の手数料を要求したり、クロイゼル航空やピードモント航空からYS-11の販売で下取りした33機の中古機をシャーロット・エアクラフト社に渡すなど、会計検査院から不当な取引と指摘された。このことは国会でも問題になり、日航製造の専務が引責辞任する事態となった。航空機販売の実績もなかったことで、シャーロット・エアクラフト社に対して業務の内容や、販売しなかった場合のペナルティの取り決めなどもない杜撰な契約だったためである。地区独占代理店契約解除に2億3000万円の支出や下取り機を渡さなければならない失態を演じた。他にも、航空会社の経営者からリベートを要求されたり、支払いの延べ払いには大蔵省や通産省の了解が必要となり、了解が得られなかったことで契約に至らなかった例が少なからずあったと言われる。加えて、プロダクト・サポートも十分でなく、インドネシアのブラーク航空との間では補給部品の供給が出来ず、欠航が相次いだことから航空会社としての信用を失墜させてしまい、リース料の支払いを拒否され訴訟になるなど、日航製造の特殊法人としての甘さが指摘されていた。また、輸出先の航空会社は遠隔地が多く、それらの航空会社からしばしば日航製造の負担で部品の預託や部品の販売センターの設置が要求されていた。
日本航空機製造の経営赤字は1966年（昭和41年）の航空機工業審議会の答申で既に提言されていた。1970年（昭和45年）3月末で80億円の赤字、1971年（昭和46年）3月末で145億円の赤字となっていた。このため航空機工業審議会では銀行代表団による経営改善専門委員会が設けられ、赤字の要因と今後の対策が検討された。
経営改善専門委員会は1971年（昭和46年）4月27日に、同じ航空機工業審議会の政策委員会に改善策の最終案を報告した。その内容は、
1. YS-11はその段階で認可されていた180機で製造を打ち切り
2. 1972年度（昭和47年度）末の時点で一切の累積赤字を解消する
3. 1973年度（昭和48年度）以降の日本航空機製造はYS-11に関しては売却した機体の売掛金回収と、補修部品の供給などに専念する

とされた。
この報告を基に政策委員会は同年7月31日に次世代旅客機「YX」計画の進め方とYS-11の処理方針の答申案を決定し、9月27日に通産大臣に答申した。赤字の見通しについては量産180機とその後の10年間のアフターサービスで360億円の赤字が発生すると計算された。赤字の内容は、①売上の減少（早期の生産打ち切りの公表による買い叩きと競合機との価格競争で販売価格の値引きによるもの）で31億円、②補用品の売上が予想を下回ったことで40億円、③販売費の増加で31億円、④金利負担増により94億円、⑤為替差損で153億円、⑥原価上昇で11億円とされた。これは一機当たりの機体価格3億5000万円では2億円の赤字を計上する計算となった。その上で答申は、赤字360億円については、日航製造の資本金78億円の取り崩し、政府負担金245億7700万円、航空機製造各社の負担金36億2300万円で処理することとした。赤字の負担をめぐっては、政府の全額負担か、メーカー側にも応分の負担を求めるかで議論があったが、最終的にはメーカーも負担する形になった。
日航製造は問題打開のため、YS-11以降の旅客機計画として、エンジンをファンジェットに転換したYS-11J、四発エンジンの短距離離着陸型YS-11S、一回り大きなYS-33、大型機YXを構想していたが、これらが日航製造によって実現することはなかった。
特殊法人ゆえの杜撰な経営と、次期開発機が組織の経営能力を超えたジェット旅客機を想定した技術偏重の体質など、民間旅客機メーカーの体を成していなかったことで、日本航空機製造の赤字体質脱却は不可能とみられても仕方がなかった。
他に、国内航空機メーカー各社が航空機設計の基礎技術を確立・蓄積したことで、日本航空機製造の設立当初の目的を達したとの判断もあった。安全性、快適性、経済性を求める民間旅客機とコストや快適性を無視して限界性能や耐久性を重視する軍用機では素性が相反するものであり、設計・生産方式が全く違うものであるためである。旅客機と軍用機は似て非なるものであった。特に、採算性が悪い近距離線を運航する航空会社で収益を得るには、開発費を抑えた価格の安い機体を求め、そのために性能面で高い要求を出さず、機体構造や機能部品などの新しい性能の優れた機体よりも既に開発・改良し尽くされて故障が少なく、耐用期間が長い、補修部品の入手や整備も容易な信頼性の高い航空機を購入し、稼働率を高めて経費の節減を図っている。YS-11が短距離路線で企画・設計された以上、対象とするユーザーである近距離路線を運航する航空会社に対して、その部品供給サービスを怠り、技術偏重体質のまま後継機種に高い性能を指向した近距離用ジェット旅客機を想定していたことは、資金難で経営不安説も流れた日航機製造がするべきことではなかった。日航機製造がするべきことは機体のコストダウンや批判されていた操縦性の改善、更なる経済性や快適性の向上であり、加えて補修部品の供給体制を含めた販売網の構築であったのである。それは航空機開発技術力の向上を求めた通産省や機体製造に関わった航空機メーカー各社の望むものではなかったのである。
時代の進展と共に外部環境が変化したことで、軍用機を基に設計されたYS-11の素性では、旅客機としての機能が期待した市場では受け容れ難く、今後の販売増加は見込まれないこともあった。日本航空機製造の解散を提言したのは当時の通産省重工業局長であった赤澤璋一である。赤澤は輸送機設計研究協会設立に奔走した当時の通産省重工業局航空機武器課課長でもあり、自らYS-11の誕生と幕引きを行ったことになった。
YS-11は1973年（昭和48年）5月11日に通算181号機が完成（182号は先に納入）し、これを以って生産を終了、181号機は改造された上で1974年（昭和49年）2月1日、海上自衛隊へ納入された。日航製造は設計など開発部門の廃止など規模を縮小され、飛び続けるYS-11のアフターサービスのみを受け付けた。
この時点でYSの民需は145機、競合機ホーカー・シドレー HS748は118機で、YS-11はフレンドシップに次ぐ売り上げであった。

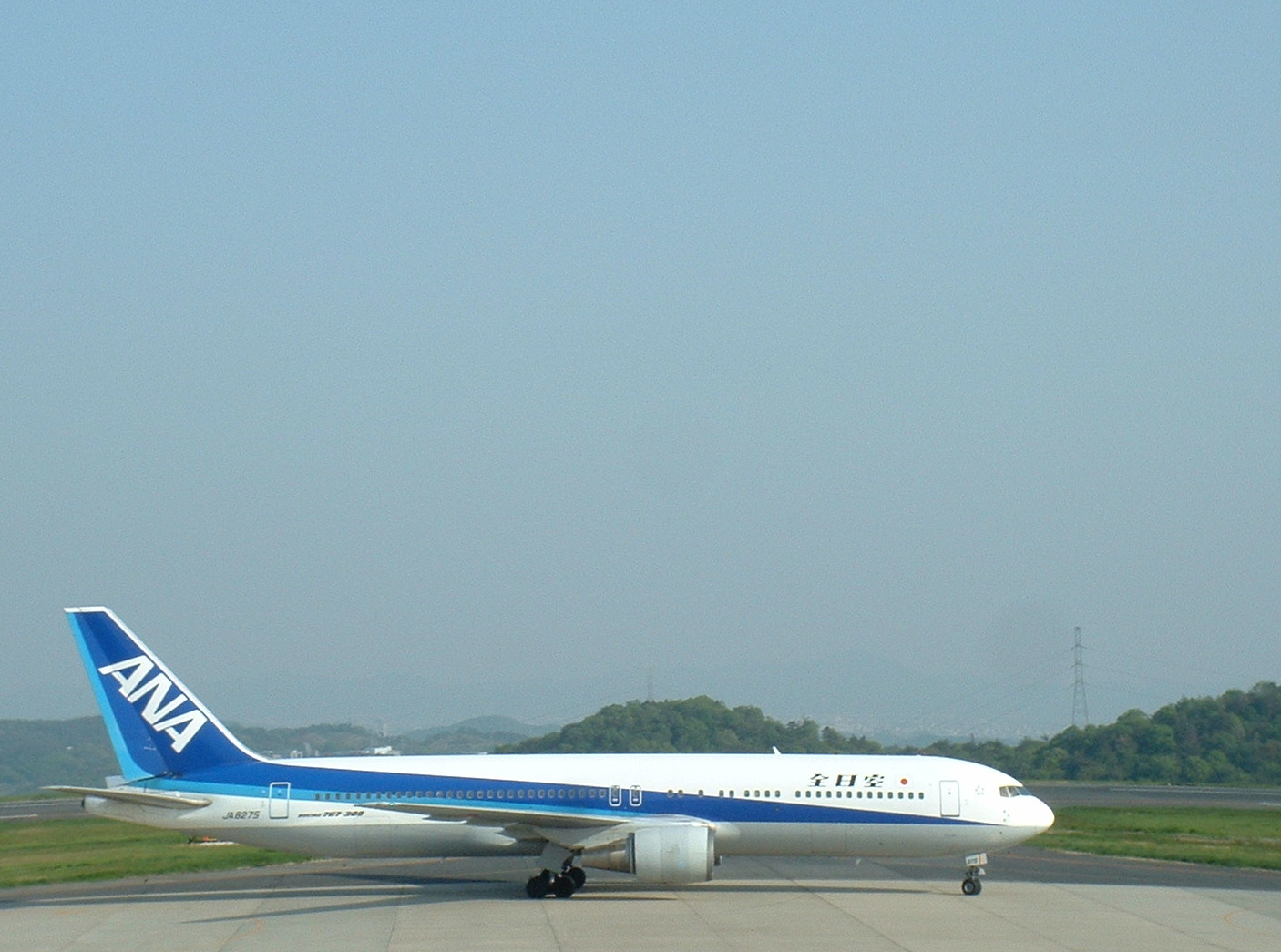
ボーイング767

日航製造が構想していた新型機の開発母体は、三菱・川崎・富士ら航空宇宙工業会が設立した日本民間輸送機開発協会（1983年から日本航空機開発協会）に移された。幾多の変遷からアメリカのボーイング社による新世代の大型ジェット機7X7の開発協力となり、完成したボーイング767は日本の分担比率15パーセントとなっているが、担当した日本企業はほとんど下請けと変わらないものであった。
日航製造は1981年（昭和56年）12月28日の閣議により、1982年度（昭和57年度）末までに民間へ業務を移管し解散する事が決定された。会社は航空機工業振興法第26条に基づく解散決議の通産大臣認可を受け、1982年（昭和57年）9月7日に業務を全て三菱に引き継いで解散した。累積赤字は約360億円に達した。一方、同月にボーイング767はアメリカで就航し、後に日本航空や全日本空輸も導入し運航することになった。日航製造は1983年（昭和58年）3月23日に閣議決定に基づいて企業登録を抹消された。

## 製造機体
- YS-11
- C-1戦術輸送機（設計・試作）

## 日本航空機輸送
日航製造が生産した機体を、三菱小牧工場に隣接する名古屋空港からユーザーまで空輸して引き渡す事だけを目的として設立された関連企業。YS-11の好調な販売により、安定した業績を上げたこともあったが、日航製造の経営不振と共に業績は低迷する。起死回生のために、自らYS-11を購入して民間輸送業務を行うようになったが、立て直すには至らなかった。